# Trest smrti ve Vietnamu
Trest smrti ve Vietnamu je legální formou trestu. Dříve byly popravy ve Vietnamu prováděny zastřelením popravčí četou. V roce 2011 byla tato metoda nahrazena popravou smrtící injekcí.

## Legální status
Dvacet devět článků trestního zákoníku umožňuje odsouzení k trestu smrti jako formu fakultativního trestu. Popravy dříve prováděla popravčí četa složená ze sedmi policistů. Odsouzení byli přivázáni ke kůlu a měli zavázané oči. V listopadu 2011 byla popravčí četa nahrazena smrtící injekcí poté, co Národní shromáždění Vietnamu schválilo zákon o výkonu trestních rozsudků. Drogy používané k popravě jsou vyráběny ve Vietnamu. Jako první byl smrtící injekcí 6. srpna 2013 popraven Nguyen Anh Tuan, odsouzený za vraždu zaměstnance čerpací stanice.
V listopadu 2015 byla schválena revize trestního zákoníku, která významně omezila trest smrti. Podle nově přijatých předpisů, které vstoupily v platnost dne 1. července 2016, byl zrušen trest smrti za sedm trestných činů, a to vydání se nepříteli, odpor proti pořádku, ničení projektů významných pro národní bezpečnost, loupeže, držení drog a výrobu a obchod s falešnými potravinami. Osoby starší 75 let jsou navíc osvobozeny od trestu smrti a úředníci odsouzení za korupci mohou být trestu smrti ušetřeni, pokud vrátí alespoň 75 % přijatých úplatků, které získali. Trest smrti nemůže být udělen mladistvým pachatelům, těhotným ženám a ženám kojícím děti mladší 36 měsíců. V těchto případech se trest smrti mění na odnětí svobody na doživotí.
Od 6. srpna 2013 do 30. června 2016 ve Vietnamu popravili 429 lidí. Od července 2011 do června 2016 bylo k trestu smrti odsouzeno 1 134 lidí.